# Видне (Олександрійський район)
Ви́дне — село в Україні, в Олександрійській міській громаді Олександрійського району Кіровоградської області.

## Населення
Згідно з переписом УРСР 1989 року чисельність наявного населення села становила 30 осіб, з яких 15 чоловіків та 15 жінок.
За переписом населення України 2001 року в селі мешкало 27 осіб.

### Мова
Розподіл населення за рідною мовою за даними перепису 2001 року:
| Мова       | Відсоток |
| ---------- | -------- |
| українська | 81,48 %  |
| російська  | 18,52 %  |